# 科里循环

科里循环

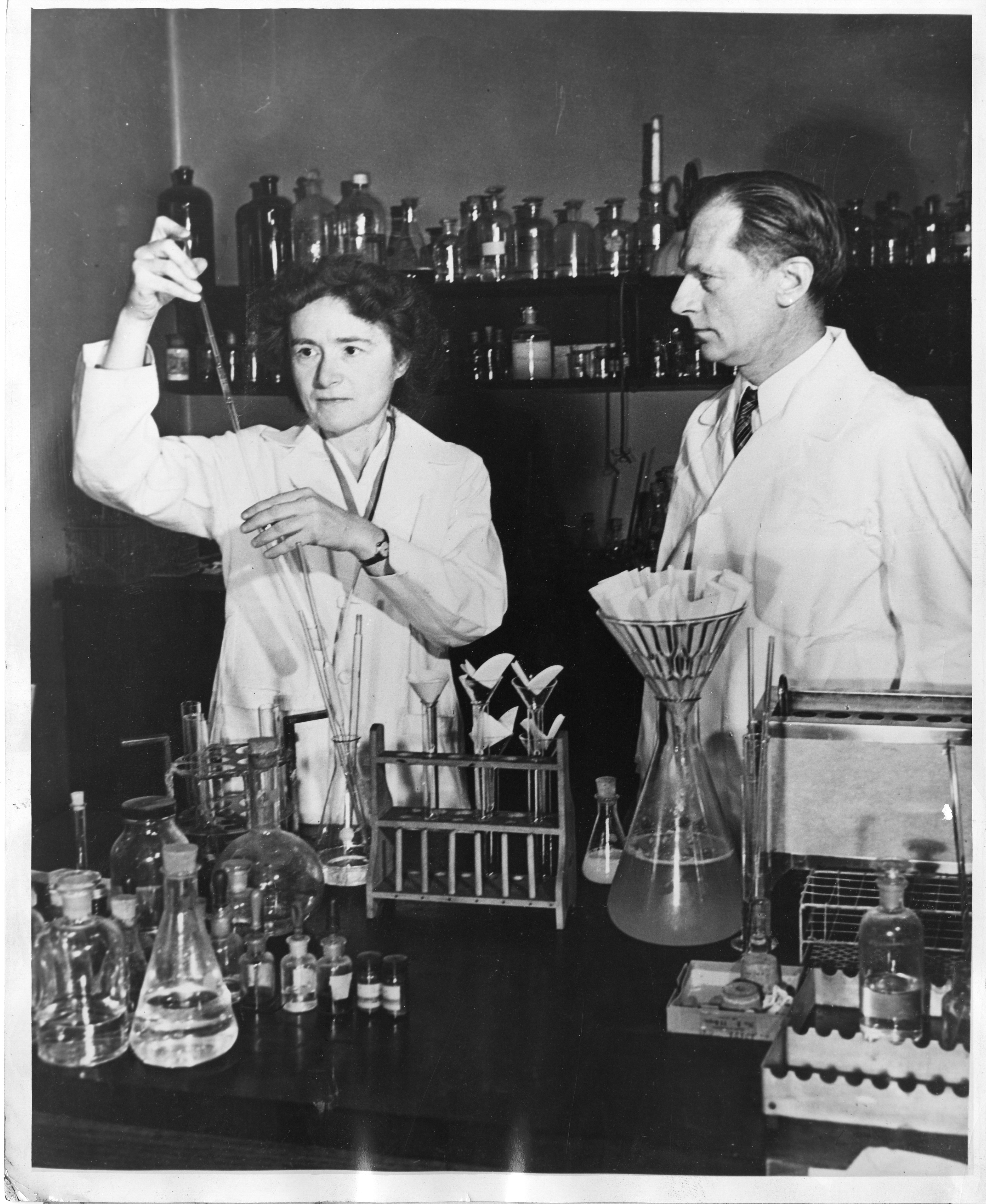
格蒂·科里与她的丈夫卡尔·斐迪南·科里在1947年共同获得诺贝尔生理学或医学奖, 然而，不是为他们发现的科里循环，而是表彰他们发现了催化转化肝糖的过程。

科里循环（英語：Cori cycle，以其发现者卡尔·斐迪南·科里和格蒂·科里（Gerty Cori）命名。指的是骨骼肌细胞通过糖解作用分解葡萄糖或肝糖获得能量，其产物丙酮酸经转化为乳酸，乳酸通过血液到肝，在那里经过糖質新生，重新生成葡萄糖。而葡萄糖会再随血液到达骨骼肌。这一过程被称为科里循环。但这个过程同时会牵涉到谷氨酸代谢，部分的尿素循环和柠檬酸循环。